# Алгеняй
Алгеняй — село у Литві, Расейняйський район, Немакщяйське староство. 2001 року в Алґеняї проживало 19 людей, 2011 — 20. Знаходиться за 2 км від села Стулгяй, поруч пролягає шосе Рига — Шяуляй — Таураге — Калінінград.